# Herbert Harrison Mercer
Herbert Harrison Mercer (Ramsgate, 6 de março de 1850 – Tibagi, 1º de agosto de 1893) foi um inglês que imigrou para o Brasil atuando na política.

## Biografia
Filho de John Noacks Mercer e de Harriet Harrison Mercer, nasceu na Inglaterra e quando moço veio para o Brasil juntamente com o seu irmão Frederick Harrison Mercer. Residiram por um tempo em Curitiba e mais tarde foram para Tibagi. Herbert casou-se com Maria Antonia de Sá Bittencourt Mercer.
Foi reconduzido pelo governo provisório à presidente da Intendência Municipal de Tibagi e à prefeito do mesmo município, em 22 de dezembro de 1891, sendo o 13º prefeito de Tibagi.